# 丁鴻陽
丁鴻陽（？—？），號衡岳，直隸鎮江府丹陽縣人，明朝政治人物。

## 生平
萬曆十九年（1591年）辛卯科應天鄉試举人。萬曆二十年（1592年），登進士第三甲第一百十五名，工部觀政，十月授福建大田县知县，二十一年調定海縣，二十六年丁憂，二十九年補刑部主事，三十年江北審决，三十一年調工部，三十二年調吏部主事，三十三年給假。三十六年補考功司，仕至吏部文選司主事，三十九年京察降，卒。

## 家族
曾祖父丁玘，知縣，贈户部郎中；祖父丁一敬，舉人、知州；父親丁應辰，监生。